# じゃんがら念仏踊り
じゃんがら念仏踊り（じゃんがらねんぶつおどり）は、福島県いわき市を中心に分布・伝承する郷土芸能で、鉦、太鼓を打ち鳴らしながら新盆を迎えた家などを供養して回る踊念仏の一種である。
いわき市内では、単に「じゃんがら」と呼ばれ親しまれている。主に毎年8月13日から15日までの3日間行われ、いわきの夏の風物詩として知られる。いわき市の無形民俗文化財に指定されている。

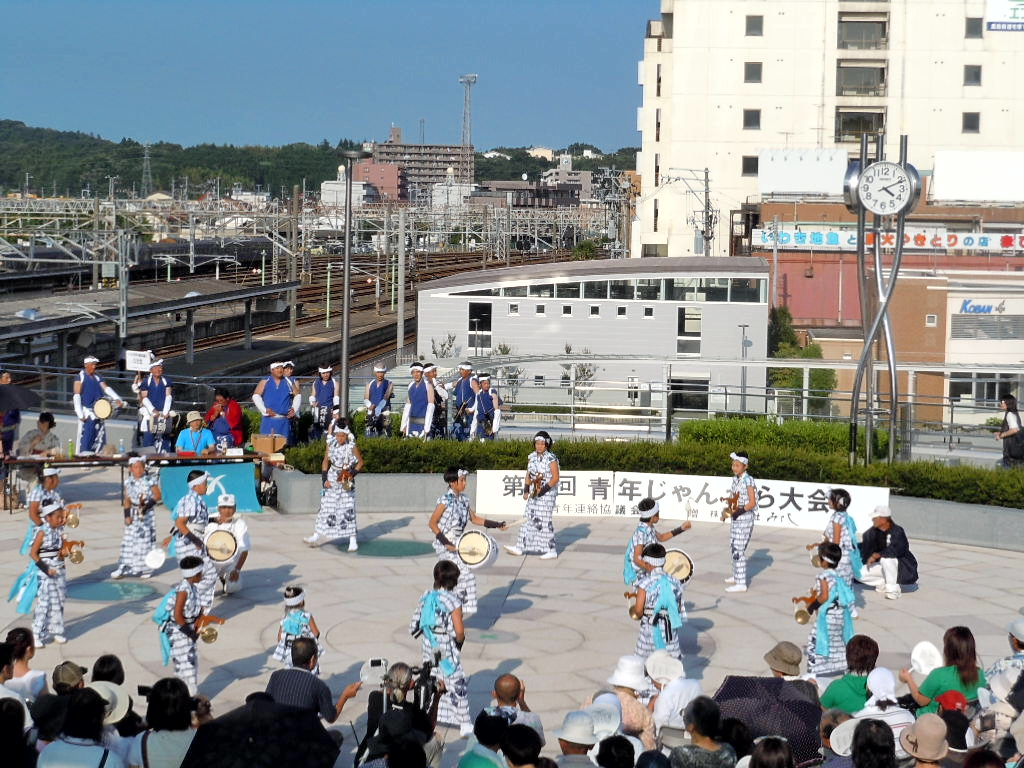
いわき市青年じゃんがら大会

## 起源
起源は江戸時代にまで遡るが由来は諸説あり、江戸時代前期の浄土宗の高僧祐天上人（現在のいわき市四倉出身）が、村人達の慰安と念仏の普及を兼ねて南無阿弥陀仏の称名を歌の節にあわせて踊りと共に唱えさせたのが始まりとする説、かつて市内各地にあった、老人たちによる月念仏講から派生したとする説などが伝わっていた。なお天保年間に鍋田三善が記した「晶山随筆」では、じゃんがらの起源につき、祐天上人起源説の他に、やはり現在のいわき市出身の袋中上人が関与していたのではないかという憶測も併記されており、すでに江戸時代末期には、その起源が不明確であったことがうかがわれる。
かつては祐天上人起源説が通説として広く語り継がれてれていたが、それを裏付ける資料が無く、言伝えの域を出るものではなかったところ、近年の調査研究により発見された磐城平藩家老職・穂高家に伝わる『御内用故実書』に「利安寺（澤村勘兵衛が開基したと伝えられる寺）よりほうさい念仏始まる… じゃぐわらじゃぐわらと鉦をたたき立、念仏をかまびすしく唱え候は磐城の名物也、此古実なり」とあることが、『小川江筋由緒書』に、讒訴により切腹させられた澤村勘兵衛の一周忌（1656年、明暦2年）に10ヶ村余の農民が供養のため念仏興行をしたとの記述とも一致することから、磐城平藩の郡奉行で用水路の工事を指揮した澤村勘兵衛勝為の霊を慰めるため、当時江戸で流行した泡斎念仏を村人たちが始めたことがじゃんがらの起源であることが確実視されている。なお「じゃんがら」の語源は『御内用故実書』にも「じゃぐわらじゃぐわら」とあるように鉦の音の擬音と考えられる。

## 特徴
集落ごとに、その地区独特の形態で伝承されており必ずしも一様とは言えないが、概ね以下のような特徴を有する。
踊り手
地区毎の青年会・保存会等の主に若者十人〜十五人程により構成される。近年女性の踊り手も見られるようになった。
集団の内一人は弓張提灯を手にして踊る提灯持ち（会長、使者などとも呼ばれる）であり、太鼓が三人、鉦が七人〜十人程からなる。また、いわき市遠野地区、北茨城市大津町などでは笛も加わる。
衣装
浴衣に白襷、手甲、白足袋、鉢巻。提灯持ちは浴衣に黒紋付。太鼓には紺地に白抜きで「南無阿彌陀佛」と染め抜かれた布（太鼓着物と呼ばれる）が巻かれる。
踊り
提灯持ちを先頭に一列になり、鉦と太鼓を繰り返し叩きながら新盆の家の庭先などに現れる。(流し・道中囃子）　盆棚に一礼後、太鼓を叩く者が三人一列に並び、その周りを鉦を叩く者（鉦きり）と提灯持ちが楕円状に取り囲み、輪をなして踊る。
まず太鼓に合わせ唄いながら合掌の所作を伴う手踊りをし（念仏）、　唄い終わると掛け声とともに鉦・太鼓を叩きながら踊る。（ぶっつけ）　太鼓は腰を沈め片手でリズムを刻みつつバチを持った手を舞わせながら叩くなど技量が要求されるが、それだけに見ごたえがある。また鉦きりは摺足で円を描くように踊るが、昔は「膝を高く揚げ、鉦を左脇頭の上まで突き上げた踊躍であった」（和田文夫『じゃんがら念仏踊り考』）とされている。なお、鉦を上方に突き上げ跳躍しながら叩く芸態は、大熊町長者原地区のじゃんがらに顕著に現れている。
唄
「ナァハァハァー、モォホホホーィ...」といった念仏に節を付け崩したとされる唄に続き「盆でば米の飯、おつけでば茄子汁、十六ささげのよごしはどうだ...」などと唄われる。また他にも「磐城平で見せたいものは、桜つつじにじゃんがら踊り...」「閼伽井嶽から七浜見れば、出船入船大漁船...」などとも唄われるが、かつては即興で卑俗な歌詞を作り見物の笑いを誘ったともいう。

## 「磐城誌料歳時民俗記」に見るじゃんがら念仏踊り
大須賀筠軒著「磐城誌料歳時民俗記」（1892年）には、「ぢやんがら念仏トハ、即念仏躍ニテ、男女環列、鉦ヲ敲キ、皷ヲ撃ツ...」「仏名ヲ称ヘ、太鼓ヲ打、男女打群レ、夜ヲ侵シテ遊行シ、中ニハ如何ノ醜態有之哉ノ由」とあり、明治時代以前には女性も参加していた事、また、新盆供養の仏事としてのみならず、享楽的な行事としての側面があったことが窺える。更に「男ニシテ女粧スル者アリ。女ニシテ男粧スル者アリ。或ハ裸体ニシテ犢鼻褌ヲ尾垂シ、其端ヲ後者ノ犢鼻ニ結ヒ、後者モ亦端ヲ尾垂スルアリ。或ハ菰莚ヲ鎧トシ、蓮葉ヲ兜トシ、箒、檑木等ヲ以テ大小刀トシ、仮面ヲ蒙リ、武者ニ扮スル者アリ。務テ新ヲ競ヒ、笑ヲ釣ル。其醜態、目スルニ忍ビザルモノアリ。」とも書かれており、現在のじゃんがら念仏踊りからは想像もつかないほど享楽的なものだったとされている。
その享楽的側面が災いして、1873年には風紀上の理由から「県治以来、其弊害アルヲ察シ」禁止命令まで出されたという。なお、1671年にも磐城平藩主内藤義泰により「大勢を催し美麗を尽くした念仏おとり」を禁じる布告が出されており、じゃんがら念仏踊りが17世紀には成立していた根拠の一つとされている。
2008年12月14日、平菅波青年会、平菅波渦型じゃんがらの会らの有志が、「渦型じゃんがら」と称して江戸時代のじゃんがら念仏踊りを想像復元する試みを、福島県立磐城高等学校で行った。

## 月念仏講とじゃんがら念仏踊り
かつて、いわき市内では部落ごとに念仏講(月念仏講）と呼ばれる地区の老人達の講組織があり、月毎に仏堂で鉦や太鼓を叩きながら念仏を称え、また葬式などに呼ばれ回向のための念仏や、更には雨乞いの念仏なども行ってもいた。
仏堂等の座敷での「座り念仏」の他、野外での「立念仏」と呼ばれる念仏踊りも行われ、その立念仏が現在のじゃんがら念仏踊りの「念仏」(太鼓に合わせた手踊り)に似ていると云われ、じゃんがら念仏踊りが月念仏講から派生したとする言伝えの根拠とされている。
この点について、いわき市好間町成沢地区に伝わる古鉦には「昼ハ念仏者持　夜ハ若者持」と記載され、
また『小川江筋由緒書』によれば、澤村勘兵衛の一周忌に集まった老若男女が澤村への報恩と菩提のため、毎月念仏興行を行うことを約束、これが当国念仏講の起源であるとの記述があり、老人達の月念仏講と若衆のじゃんがら念仏踊りが昔から並行して催されてきたと考えることもできる。

## 分布地域
じゃんがら念仏踊りは、福島県いわき市内に多く分布伝承されているが（いわき市内でも行われていない地域がある）、いわき市周辺市町村でもいくつか伝承されている。
北限としては、大熊町長者原 塞神社で8月14日に行われているものがよく知られているが、それよりも北、双葉町山田・石熊地区でも毎年、8月14日に新盆回りのじゃんがらが行われている。相双地区ではその他に、、楢葉町大谷にも伝えられている。
又、南限としては北茨城市大津町に七団体ほど伝承されており、新盆回りの他、8月16日大津港での県指定重要無形民俗文化財大津の盆船流しでも演じられる。
また阿武隈高地に近い山間地区では、平田村駒形、古殿町馬場平、小野町上羽出庭に今もなお伝承されている。